# Stadion SRC Mladost
Stadion SRC Mladost je stadion u Čakovcu. Ukupni kapacitet stadiona je 8000 mjesta, od kojih je 5000 sjedećih, a 1500 mjesta na glavnoj tribini je natkriveno.
Stadion SRC Mladost uglavnom se koristi za odigravanje domaćih utakmica nogometnih klubova Čakovec i Međimurje, kao i za održavanje raznih natjecanja u atletici. Stadion je otvoren 1987. godine, i to za potrebe Univerzijade, koja se održavala u Zagrebu. 
Iako je stadion u vlasništvu grada Čakovca, o njemu brine gradsko komunalno poduzeće EKOM. U proljeće 2009. godine stadion je opremljen reflektorima i digitalnim semaforom, a reflektori su u isto vrijeme postavljeni i oko pomoćnog igrališta stadiona.